# ليزا راندال
ليزا راندال (بالإنجليزية: Lisa Randall) (ولدت 18 يونيو 1962) هي عالمة أمريكية في الفيزياء النظرية وخبيرة بارزة في فيزياء الجسيمات وعلم الكون. وقالت انها تعمل على العديد من النماذج المنافسة في نظرية الأوتار في السعي لشرح نسيج الكون. ساهمت في نموذج راندال-ساندرم، والذي نشر لأول مرة في عام 1999 مع رامان ساندرم. ومع ذلك فإن مصادم الهدرونات الكبير قد فشل في تقديم أي دليل لإثبات صحة نظرية نموذج راندال-ساندرم. كانت أول إمرأة تم تثبيتها في قسم الفيزياء بجامعة برينستون وأول إمرأة تم تثبيتها في الفيزياء النظرية في كل من معهد ماساتشوستس للتكنولوجيا وجامعة هارفارد. وقد كتبت أيضا كتابين: العلوم الشعبية والاوبرا من أوبرا.

## نشأتها
ولدت راندال لأسرة يهودية من الطبقة المتوسطة في كوينز في مدينة نيويورك بالولايات المتحدة الأمريكية. والدها كان موظف مبيعات ووالدتها كانت معلمة، وراندل كانت تلميذه في مدرسة ثانوية ستايفسنت وأنضمت للدراسات الصيفية في الرياضيات لكلية نيوهامشير وهو برنامج أمريكي مخصص للموهوبين في الرياضيات. وتخرجت من مدرسة ثانوية ستايفسنت في عام 1980، وتصادف أنها كانت زميلة لبراين غرين العالم الفزيائي. عندما كان عمرها 18 عاما فازت بالمركز الأول في عام في1980في مسابقة لوستنجهاوس لاكتشاف المواهب في العلوم. حصلت راندال على درجة البكالوريوس في الفيزياء من جامعة هارفارد في عام 1983، وحصلت على درجة الدكتوراه في فيزياء الجسيمات في عام 1987 تحت إشراف هوارد جورجي.
في حديث معها  أكدت ليزا أنها منذ الصغر كانت دائما جيدة في الرياضيات وفي كل شيء له علاقة بمدرستها. اكتشفت الفيزياء في وقت مبكر عندما كانت طالبة في مدرسة ثانوية ستايفسنت. كانت دائما تقول: «أنا أحب فكرة أن تفعل شيئا يمكن تطبيقه على العالم، وليس مجرد حل مسائل نظرية»
| ليزا راندال | أعجبتني فكرة تقديم حل لمشكلة لم يتم حلها من قبل | ليزا راندال |

## حياتها الأكاديمية
راندال درست فيزياء الجسيمات وعلم الكون في جامعة هارفارد، وحالياً هي تقوم بتدريس الفيزياء النظرية في جامعة هارفرد. كانت أبحاثها تتعلق بالجسيمات الأولية والقوى الأساسية. وقد عملت أيضا على التناظر الفائق، والمتغيرات الظاهرة في النموذج العياري، والتضخم الكوني، ونظرية التوحيد العظمى، ونظرية النسبية العامة.
حصلت على شهادة الدكتوراه من جامعة هارفارد وأصبحت أستاذه في معهد ماساتشوستس للتكنولوجيا وجامعة برنستون قبل أن تعود إلى جامعة هارفارد في عام 2001. ليزا عضو في الأكاديمية الأمريكية للفنون والعلوم والأكاديمية الوطنية للعلوم وزميلة في الجمعية الفيزيائية الأمريكية.

## حياتها الشخصية
ليزا راندال ليست متزوجة وليس لديها أطفال. في عام 2007 كانت راندال واحدة من أكثر 100 شخصية مؤثرة في مجلة تايم (تايم 100) ضمن «العلماء والمفكرين». أعطيت راندال هذا الشرف لعملها فيما يتعلق دليلا على وجود «بعد أعلى». ليزا لديها أخت اسمها دانا راندال تعمل كأستاذة علوم الكمبيوتر النظرية في معهد جورجيا للتكنولوجيا.
تنفق راندال الجزء الأكبر من وقتها في التدريس والكتابة والترويج لكتبها. هي تعتبر عملها هو كل حياتها وقالت:
| ليزا راندال | هناك نساء الأسرة لديهم هي أولويتهن، وأنهن يفعلن ذلك...تكوين أسرة لم يكن من أولوياتي | ليزا راندال |

## وصلات خارجية
- ليزا راندال على موقع IMDb (الإنجليزية)
- ليزا راندال على موقع مونزينجر (الألمانية)
- ليزا راندال على موقع ميوزك برينز (الإنجليزية)
- ليزا راندل في جامعة هارفرد
- ليزا راندل في موقع Edge.org